# Arzawa

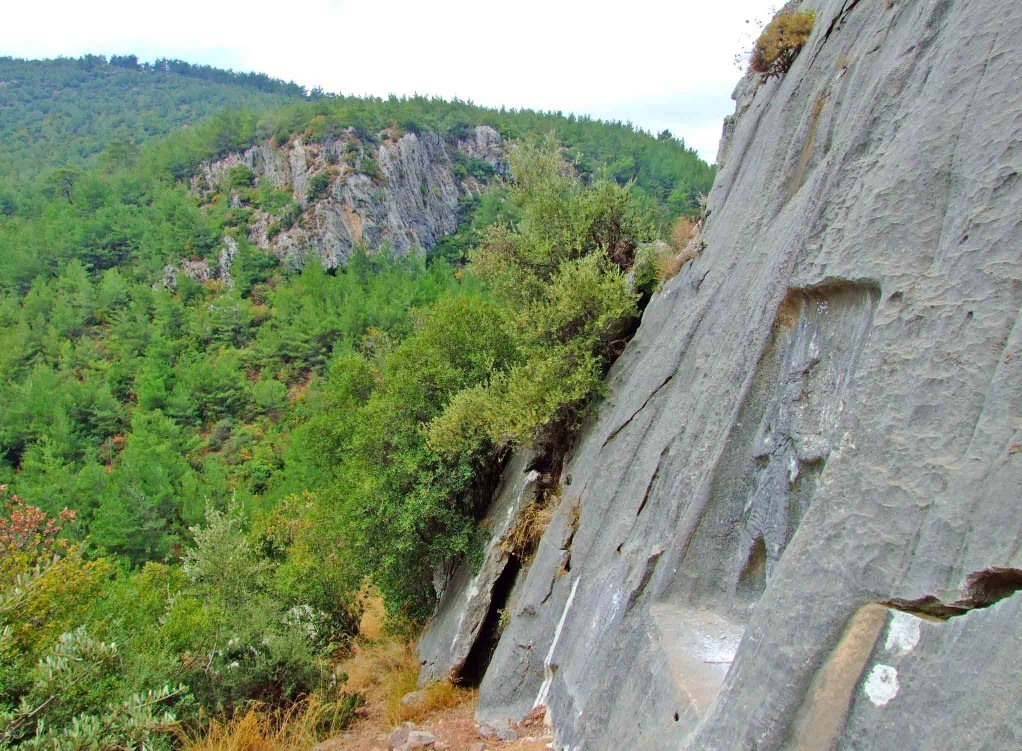
Bản khắc đá Karabel trên núi Nif được coi là của "Tarkasnawa, Vua xứ Mira", một phần của Vương quốc Arzawa.

Arzawa là tên của một vùng hay vương quốc ở phía tây Anatolia, sau này được biết đến với tên Lydia (tiếng Assyrian Luddu, tiếng Hy Lạp Λυδία) vào thời hậu Hittite. Nó là láng giềng phía tây và thỉnh thoảng là một chư hầu của Hittites, và chắc hẳn giáp giới với liên minh Assuwa ở phía bắc. Thủ đô của nó là Apasa (hay Abasa), theo các nguồn Hittite, có thể tương ứng với Ephesus, thủ đô của Lydian sau này.
Ngôn ngữ sử dụng ở Arzawa vào thời đồ đồng và đầu thời kỳ đồ sắt là Luwian, một bộ phận của nhánh Anatolian của hệ ngôn ngữ Ấn-Âu. Trong các văn bản cổ nhất, ví dụ như bộ luật Hittite, khu vực của Arzawa, cùng với Kizzuwatna, được gọi là Luwia.
Vương quốc phát triển mạnh mẽ vào thế kỷ 15 và 14 trước công nguyên. Khi đó Hittite đang suy yếu, và Arzawa là một đồng minh của Ai Cập, như được ghi lại trong các bức thư Amarna. Tuy vậy, các vị vua Hittite Suppiluliuma I và Mursili II đã đánh bại được Arzawa và chia nó ra các vương quốc chư hầu Mira, Seha, và Hanballa. Các bang "Hittite mới" lại nổi lên trong vùng sau khi đế chế Hittite sụp đổ thế kỷ 12 trước công nguyên.

## Các vị vua Arzawa vào thế kỷ 14 trước công nguyên
- Kupanta-Kurunta
- Madduwatta của Zippasla (chinh phục Arzawa, có thể hoặc không phải là vua của Arzawa)
- Tarhundaradu
- Anzapahhadu
- Uhhazidi hay Uhha-Ziti - bị Mursili II đánh bại vào khoảng 1320 TCN